# Camponotus xerxes
Camponotus xerxes (лат.) — вид крупных земляных муравьёв рода Camponotus из подсемейства формицины (Formicidae).

## Распространение
Юго-Западная и Средняя Азия: Аравийский полуостров (Саудовская Аравия, Катар, Кувейт, Оман, ОАЭ), Афганистан, Израиль, Ирак, Иран, Туркмения, Турция, Узбекистан, Казахстан. Полупустыни, степи.

## Описание
Земляные муравьи. Голова, грудка и брюшко в основном буровато-чёрного цвета. Крупные и среднего размера (один из крупнейших видов муравьёв в местах своего ареала), рабочие и солдаты длиной 8—16,5 мм; самки — 16—18 мм; самцы — 11—13,5 мм. Скапус усиков длинный, выходит за пределы затылочного края головы. Передний край клипеуса без вырезки посередине, с прямоугольной лопастью, которая выступает вперёд за передние углы головы. Нижняя сторона головы без волосков. На щеках, голенях ног и на скапусе отстоящие волоски отсутствуют. Грудь длинная, стройная, в профиль равномерно выпуклая. Проподеум без эпинотальных шипиков или зубцов.
Стебелёк между грудкой и брюшком состоит из одного членика (петиолюс), несущего вертикальную чешуйку. Гнездятся в земляных муравейниках (гнёзда многосекционные с многочисленными отверстиями у поверхности для входа), на глубине до 2 м. Ночной зоофаг, рабочие выходят на фуражировку (а трофобионты к тлям) после захода Солнца и до утра. Семьи моногинные, содержат до 10 тыс. рабочих и одну матку. Брачный лёт крылатых половых особей (молодых самок и самцов) в Туркмении наблюдается в апреле и начале мая. Фуражиры в Саудовской Аравии наблюдаются с марта по октябрь; рабочие обычно фуражируют на кустарниках и деревьях содомского яблока (Calotropis procera, Apocynaceae).

## Систематика
Вид был впервые описан в 1904 году по типовым материалам из Персии швейцарским мирмекологом Огюстом Форелем под первоначальным названием Camponotus maculatus r. xerxes Forel, 1904. В 1925 году итальянский энтомолог Карло Эмери включил таксон в состав подрода Tanaemyrmex вместе с такими видами как Camponotus turkestanicus, Camponotus aethiops, Camponotus turkestanus и Camponotus fedtschenkoi.